# Ötscherhöhlensystem
Ötscherhöhlensystem är en grotta i Österrike. Den ligger i distriktet Lilienfeld och förbundslandet Niederösterreich, i den östra delen av landet.
Den högsta punkten i närheten är Ötscher, 1 893 meter över havet, väster om Ötscherhöhlensystem. Runt Ötscherhöhlensystem är det ganska glesbefolkat, med 48 invånare per kvadratkilometer.. Närmaste större samhälle är Lackenhof, väster om grottan.